# 宮崎美容専門学校
宮崎美容専門学校 （みやざきびようせんもんがっこう）は、宮崎県宮崎市にある美容師を育成する専修学校。運営母体は、宮崎県美容業生活衛生同業組合。

## 概要
- 所在地 - 宮崎市橘通東1丁目7-13

## 沿革
- 1956年（昭和31年） - 宮崎県美容師会連合会発足。
- 1956年（昭和31年） - 宮崎高等美容学院設置について、県知事認可を受く。（指令総　第145号）
- 1956年（昭和31年） - 宮崎高等美容学院美容師養成施設校として厚生大臣指定を受く。（厚生省官衛　第337号）
- 1956年（昭和31年） - 中小企業等協同組合設立認可。（指令商　第1271号）
- 1956年（昭和31年） - 宮崎県美容協同組合設立登記。
- 1956年（昭和31年） - 設置名称を宮崎県美容協同組合とし、宮崎高等美容学院昼間課程設置、厚生省承認。（厚生省官衛　第1080号）
- 1958年（昭和33年） - 宮崎県美容環境衛生同業組合設立認可。（指令公第397号）
- 1958年（昭和33年） - 宮崎県美容環境衛生同業組合設立登記。
- 1987年（昭和62年） - 設置名称を宮崎県美容環境衛生同業組合と変更し同時に専修学校に移管。宮崎高等美容学院（高等課程）として県知事認可を受く。（シレイ213-619）（シレイ213-620）
- 1987年（昭和62年） - 新校舎設立登記。（宮崎美容会館）
- 1990年（平成2年） - 昼間課程：10月生：新設…県知事認可を受く。（213-23-8）
- 1993年（平成5年） - 昼間課程の専門課程：新設…県知事認可を受く。（シレイ213-486）
- 1994年（平成6年） - 校名変更、宮崎美容専門学校として届出、厚生大臣県知事認可を受く。
- 1996年（平成8年） - 昼間課程：10月生を廃止、県知事認可を受く。
- 1998年（平成10年） - 昼間課程、平成10年度より2年課程並びに通信課程平成10年度より3年課程厚生大臣指定、県知事認可を受く。
- 2001年（平成13年） - 美容師養成施設の設置ならびに組合名変更

## 課程・学科
- 衛生専門課程
  - 美容科（昼間課程）
  - 美容科（夜間課程）
- 衛生高等課程
  - 美容科